# Некролог
Некроло́г (лат. necrologium, що походить з грец. νεκρός — мертвий, грец. λόγος — слово) або На згадку про (лат. In Memoriam) — журналістська стаття, що повідомляє про нещодавну смерть людини й зазвичай також надає стислий огляд її життя та інформацію про майбутнє поховання. Кількість інформації у некролозі залежить від різних чинників й зокрема рівень значимості особи. Так некролог часто містить у собі інформацію про найважливіші події з життєпису померлого, його заслуги перед суспільством, причини смерті, спогади рідних та друзів про померлого тощо. Автор некрологу зазвичай не вказується. У великих газетах некрологи з'являються лише для людей, які вважаються суспільно важливими.

## Історія
Некрологи з'явилися з приходом християнства і існували спочатку як записи у церковних книгах імен померлих подвижників. Особливого поширення набули у VII ст. Пізніше сухі, суто фактологічні записи про померлого набули форми хвалебного слова про померлого — панегірика.

## Форми
У сучасних ЗМІ подається, як правило, у вигляді невеликої замітки чи короткого сюжету, що містить огляд найбільших досягнень померлого. Іноді подається у більш розлогій формі статті, також може бути написаний у формі нарису або портрету покійного.